# پلاسمارون
در فیزیک ٬ یک پلاسمارون شبه‌ذره‌ای است که در سامانه‌های دارای برهمکنش قوی پلاسمون الکترون ایجاد می‌شود.یعنی شبه‌ذره‌ای است که بر اثر اندرکنش شبه‌ذره-شبه‌ذره ایجاد می‌شود.این شبه‌ذره اخیراً در گرافین و پیشتر در بیسموت عنصری ٬ مشاهده شده است.